# Emuarius
Emuarius è un genere estinto di grossi uccelli appartenuti all'ordine Casuariiformes, della quale fanno parte i casuari e l'emù.
Vissero durante l'Oligocene ed il Miocene in Australia. 
Se ne conoscono attualmente due specie:
- Emuarius guljaruba Boles, 2001
- Emuarius gidju (Patterson & Rich, 1987)

Inizialmente, si credette che i resti fossili di questi animali appartenessero ai comuni emù, ma, ad un'analisi più approfondita, si rivelarono essere animali piuttosto differenti, al punto di creare un nuovo genere appositamente per loro.
Il nome Emuarius deriva dalla fusione del nome Emù e del nome Casuarius; questi animali, infatti, presentano caratteristiche tipiche di entrambe le specie. Il cranio, infatti, è affusolato e simile a quello dei casuari, così come il femore; tuttavia, la conformazione della gamba e del piede è tipica degli emù.
Oggi, si ritiene che questi uccelli preistorici fossero una forma primitiva di emù.